# Островче
Островче (болг. Островче) — село в Болгарии. Находится в Разградской области, входит в общину Разград. Население составляет 110 человек.

## Политическая ситуация
Островче подчиняется непосредственно общине и не имеет своего кмета.
Кмет (мэр) общины Разград — Денчо Стоянов Бояджиев (инициативный комитет) по результатам выборов в правление общины.